# DB 217 sorozat
A DB 217 sorozat (korábban DB V162 sorozat) egy német dízelmozdony-sorozat, amelyből mindössze 15 darab épült, melyek nagy része még üzemben van. Mühldorf környékén tehervonatoznak.